# Kunčice
Kunčice (deutsch Kuntschitz) ist eine Gemeinde in Tschechien. Sie liegt 14 Kilometer westlich des Stadtzentrums von Hradec Králové und gehört zum Okres Hradec Králové.

## Geographie
Kunčice befindet sich auf der Ostböhmischen Tafel am linken Ufer der Bystřice und erstreckt sich entlang eines  kleinen Zuflusses. Nordöstlich erhebt sich der Jehlický vrch (302 m) und im Südosten der Kozí kopec (286 m).
Nachbarorte sind Stýskal und Nechanice im Norden, Lubno und Chrást im Nordosten, Hrádek im Osten, Radostov im Südosten, Homyle und Boharyně im Süden, Malé Babice im Südwesten, Zvíkov und Budín im Westen sowie Kobylice im Nordwesten.

## Geschichte
Die erste urkundliche Erwähnung von Kunčice erfolgte im Jahre 1382. Im 15. Jahrhundert befand sich an der Bystřice eine hölzerne Feste. Als Besitzer der Feste, die später durch einen steinernen Bau mit Wirtschaftshof ersetzt wurde, sind u. a. Olfart von Kunčice, Jiří Haléř von Kunčice und Jan Gbela von Kunčice überliefert. Nachdem das Dorf zu Beginn des 16. Jahrhunderts unter den Pecingar von Bydžín der Herrschaft Nechanice zugeschlagen worden war, fiel die Feste wüst.
1721 entstand auf den Grundmauern der Feste ein einstöckiges Barockschlösschen. Nach dem Dreißigjährigen Krieg erwarben die Grafen Schaffgotsch die Herrschaft. Anschließend lösten sich ab 1771 zahlreiche Adelige als Besitzer ab. 1832 verkaufte Josef Girtel von Kleeborn Kunčice zusammen mit Trnava und Hrádek an die Grafen Harrach, die den neuen Besitz ihren Gütern in Sadová anschlossen. Damit erlosch der Herrensitz in Kunčice.
Um 1850 verkauften die Grafen Harrach das Schlösschen und das Gut Betlach.
Nach der Aufhebung der Patrimonialherrschaften bildete Kunčice ab 1850 eine Gemeinde im Bezirk Königgrätz. 1905 erwarb der Graf Harrach auf der Prager Ausstellung einen mit einer Goldmedaille ausgezeichneten Pavillon und ließ diesen zwischen Kunčice und dem Schloss Hrádek in seinem Tiergarten umsetzten. Der Pavillon wurden von den Harrach für Jagdveranstaltungen und als Rastplatz genützt. Nach der Machtübernahme der Kommunisten erfolgte 1948 die Enteignung der Familie Harrach. 1949 erfolgte die Umordnung der Gemeinde zum Okres Hradec Králové-okolí. Das Gut Betlachův und das Schlösschen wurden Sitz einer landwirtschaftlichen Genossenschaft und verkamen. Der Pavillon diente von 1948 bis 1962 als Wohngebäude. Er wurde dann von der tschechoslowakischen Armee als meteorologisches Observatorium genutzt und 1969 abgerissen. Seit 1961 gehört Kunčice wieder zum Okres Hradec Králové. Im Dorf entstand 1964 ein Kulturhaus, das auch Sitz des Gemeindeamtes ist. Zwischen 1968 und 1970 entstand im Unterdorf an der Bystřice ein Freibad, das durch seine Sommerdiskotheken Bekanntheit erlangte. 1996 wurde es geschlossen und dient seither als Fischzuchtteich.

## Gemeindegliederung
Für die Gemeinde Kunčice sind keine Ortsteile ausgewiesen.

## Persönlichkeiten
Der Schulze Petr Smetana, der im 17. Jahrhundert in Kunčice sein Amt ausübte, ist der älteste bekannte Vorfahr des Komponisten Bedřich Smetana. Nachdem zum Ende des 19. Jahrhunderts in Nechanice ein Künstlerkreis um die Dichter Josef Štolba und Jaroslav Vrchlický entstanden war, weilten diese auch in Kunčice. Der Maler Antonín Chittussi schuf ein Gemälde vom Teich Kunčický rybník.

## Sehenswürdigkeiten
- Kapelle am Dorfplatz
- barocke Statue des hl. Wenzel

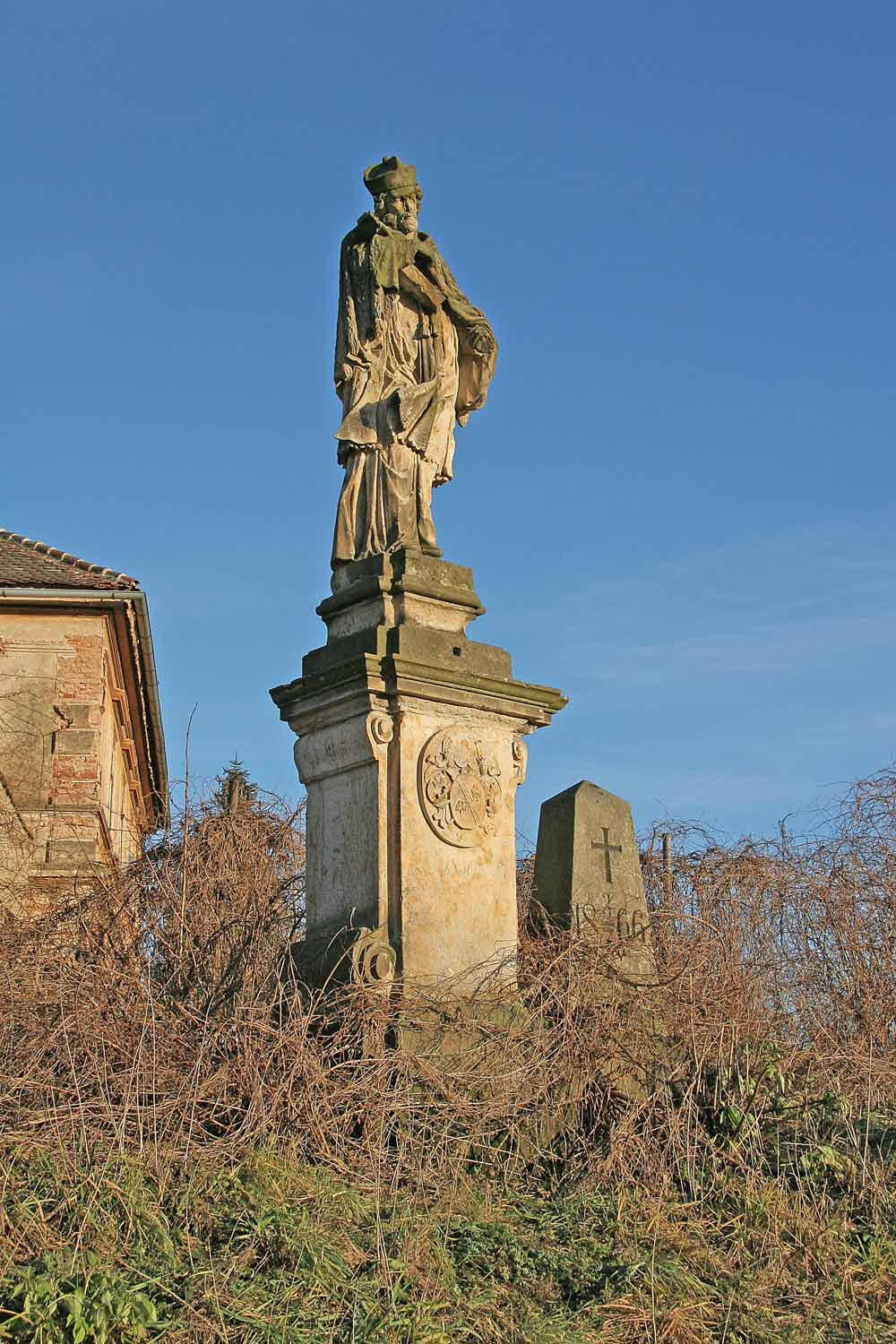
Statue des hl. Wenzel und Gedenkstein für Schlacht bei Königgrätz

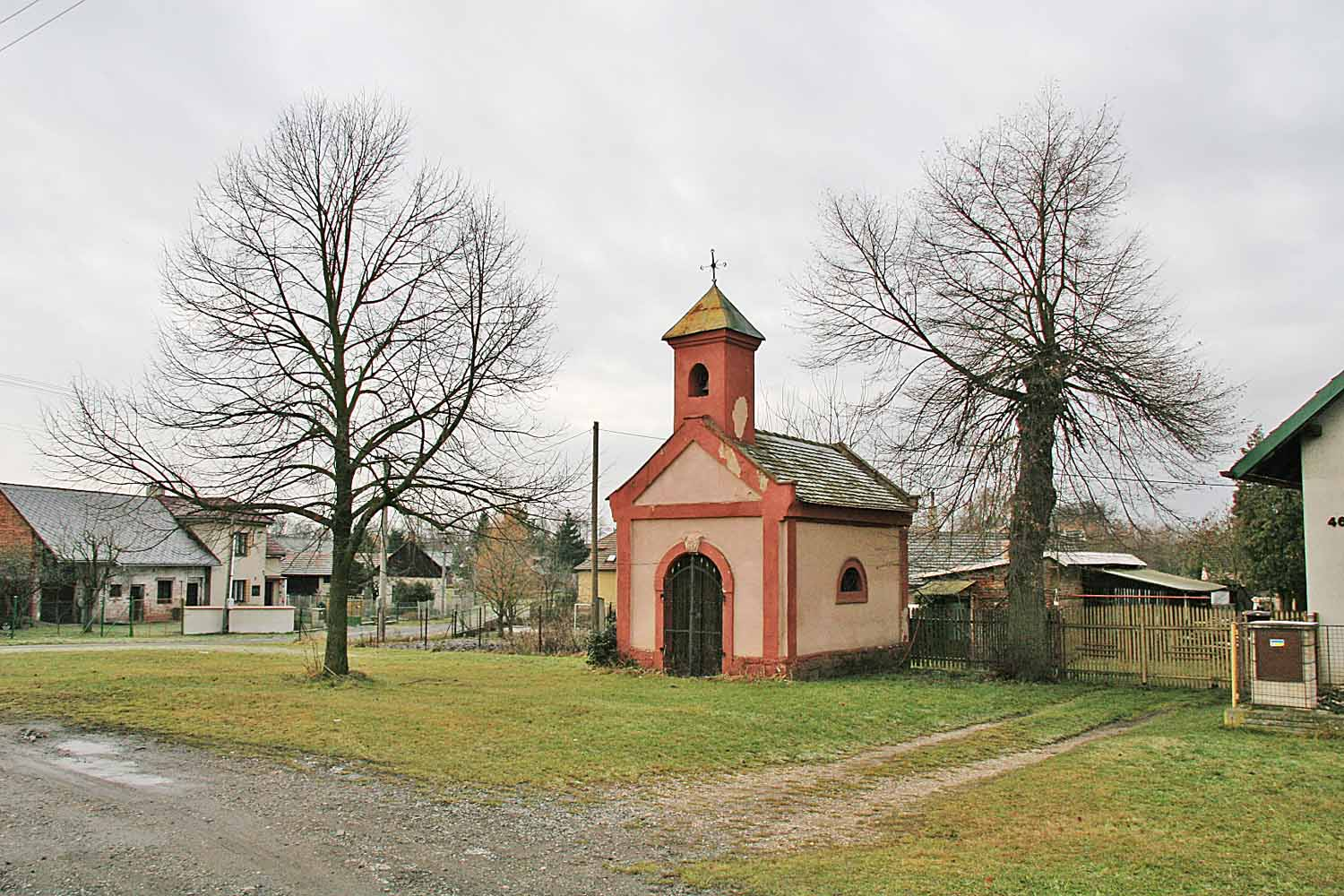
Kapelle

- Gedenkstein für die Schlacht bei Königgrätz
- Schloss Hrádek u Nechanic, östlich des Dorfes